# Brenha
Brenha ist eine Ortschaft und ehemalige Gemeinde (Freguesia) in Portugal und gehört zum Kreis (Concelho) von Figueira da Foz.

## Geschichte
Die Spuren menschlicher Besiedlung der Gegend reichen bis in die Altsteinzeit. Vom 12. bis zum 18. Jahrhundert gehörte das Gebiet zum Kloster Santa Cruz in Coimbra, das hier die Kirche Igreja de São Teotónio errichtete. Bis 1854 gehörte Brenha zum Kreis von Maiorca, um dann mit diesem dem Kreis von Figueira da Foz angegliedert zu werden. Bis 1934 gehörte Brenha zur Gemeinde von Quiaios, um seither eine eigenständige Gemeinde zu sein.

## Kultur, Sport und Sehenswürdigkeiten
Die Gemeindekirche Igreja de São Teotónio ist seit 2004 als Imóvel de Interesse Municipal denkmalgeschützt. Sie wurde aus einer vorherigen Kirche im 17. Jahrhundert neu errichtet und erfuhr im Laufe der Jahrhunderte verschiedene Veränderungen und Erweiterungen. Am letzten Juli-Wochenende findet zu Ehren des São Teotónio das wichtigste Fest der Gemeinde statt, bei dem die Straßen mit Girlanden geschmückt werden, eine Prozession abgehalten wird, und abends Musik, Tanz und Gastronomie geboten werden. Auch Mittelaltermärkte werden gelegentlich veranstaltet.
Im Ort Brenha sind mit der Troupe Recreativa Brenhense und dem Clube União Brenhense zwei Amateurtheatergruppen aktiv, die im 1897 erbauten Teatro Taborda auftreten.
In Vale do Jorge ist eine letzte Windmühle zu musealen Zwecken erhalten geblieben.

## Verwaltung
Brenha war Sitz einer gleichnamigen Gemeinde (Freguesia) im Kreis (Concelho) von Figueira da Foz, im Distrikt Coimbra. Am 30. Juni 2011 hatte die Gemeinde 907 Einwohner auf einer Fläche von 5,9 km².
Folgende Orte liegen in der ehemaligen Gemeinde Brenha:
- Brenha
- Cabanas
- Lírio
- Vale do Jorge
- Fonte Casal
- Estrerneira
- Cova da Serpe (zum Teil)

Im Zuge der kommunalen Neuordnung Portugals nach den Kommunalwahlen am 29. September 2013 wurde die Gemeinde Brenha aufgelöst und Alhadas angegliedert.

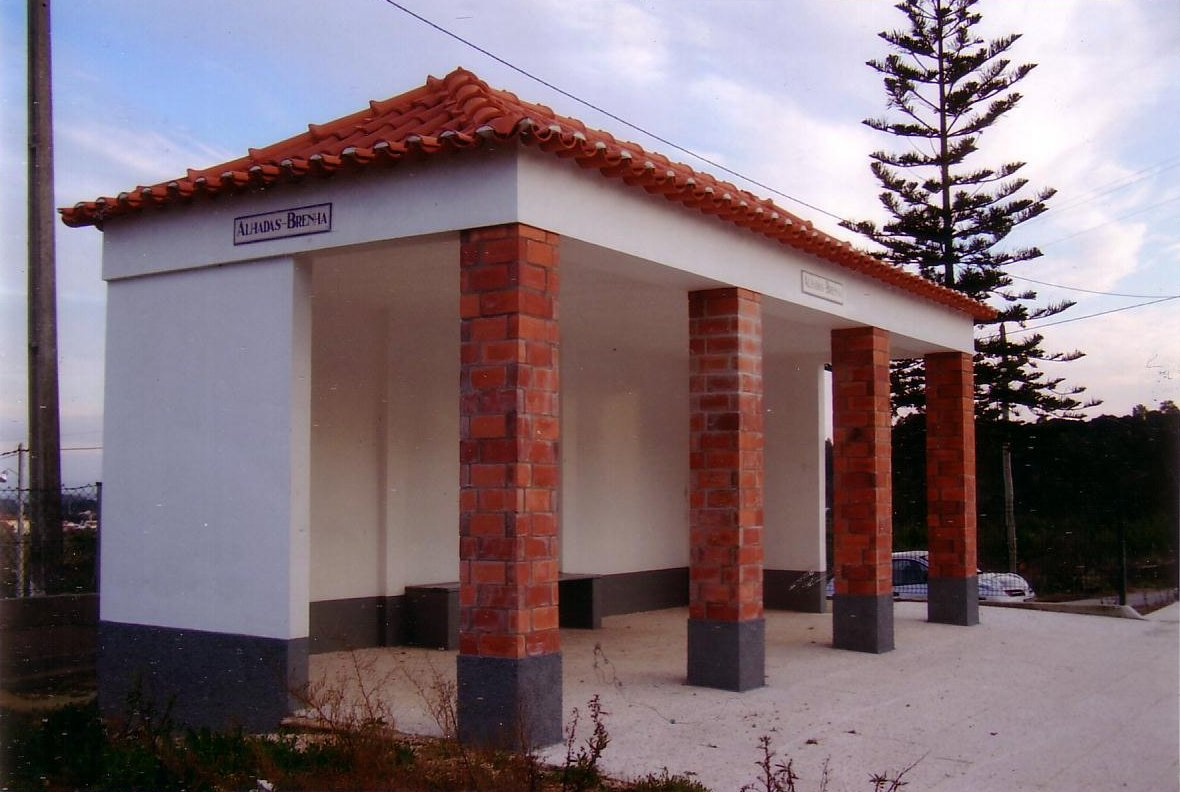
Der Eisenbahn-Haltepunkt Alhadas - Brenha

## Verkehr
Bis zur Aussetzung des Ramal da Figueira da Foz 2009 hatte die Gemeinde durch ihren gemeinsamen Bahnhof mit Alhadas einen Eisenbahnanschluss. Der Abschluss der Erneuerungsarbeiten und die Wiedereröffnung der Strecke sind angesichts der Finanzkrise des Landes bis auf Weiteres aufgeschoben.

## Wirtschaft
Die in früheren Zeiten bedeutenden Kalköfen sind sämtlich aufgegeben worden, und auch die ehemals bestimmende Landwirtschaft hat deutlich an Bedeutung verloren. Die frühere, überregional bekannte Weinproduktion ist heute nur noch im Wappen des Ortes von Bedeutung. Nachdem insbesondere in den 1950er und 60er Jahren ein Teil der Erwerbsbevölkerung auswanderte, verdient ein Großteil der Bevölkerung seinen Unterhalt heute in zentraleren Teilen des Kreises von Figueira da Foz.

## Söhne und Töchter der Gemeinde
- Isa Cardoso (* 1991), Fado-Sängerin